# Старомонгольское письмо
Старомонго́льское письмо́ (класси́ческое монго́льское письмо́; монг. монгол бичиг, ᠮᠣᠩᠭᠣᠯ ᠪᠢᠴᠢᠭ) — одна из монгольских письменностей, старейшая собственно монгольская система письма, находящаяся в непрерывном употреблении с начала XIII века до наших дней. Древнейшим из сохранившихся памятников старомонгольского письма является так называемый Чингисов камень (1224/1225 год).
Исторически использовалось в качестве основного монгольскими народами Монголии, России и Китая. Породило ряд дочерних письменностей, в частности, варианты тодо-бичиг и вагиндра, а также маньчжурское письмо, широко использовавшееся во время правления маньчжурской Цинской династии в Китае.

## Происхождение
Старомонгольская письменность появилась в результате адаптации староуйгурского алфавита (восходящего, в свою очередь, через согдийское письмо к сирийскому алфавиту) для записи монгольского языка.
Согласно одной из легенд, письменность была создана около 1204 года уйгурским писцом Тататунгой, захваченным Чингисханом после победы над найманами в начале становления Монгольской империи. Эта легенда иллюстрирует исторический факт культурного влияния подчинившихся монголам уйгуров. Уйгуры передали монголам свои буддийские традиции и староуйгурское письмо, которое, претерпев значительную модификацию, стало старомонгольским, которое сами монголы для выделения из ряда других монгольских письменностей часто по-прежнему называют уйгурским (монг. уйгуржин бичиг).
По другой легенде, Чингис-хан потребовал создать письменность на основе архаичного в его времена произношения, чтобы письменность объединяла носителей различных диалектов того времени. Эта легенда иллюстрирует характерное несоответствие графики исторически зафиксированной в памятниках других письменностей фонетике, и особенно фонетике XX века. В данном письме имеет место написание архаичных словоформ (ср. baγatur → монг. баатар, калм. баатр), архаичных слов и особенно архаичных суффиксов. Однако возможность разного чтения букв носителями разных монгольских диалектов и языков, выбрасывание при чтении «избыточных», исторически ушедших букв, в основном служила взаимопониманию между разными монголоязычными сообществами.
Вертикальное направление письма в настоящее время резко визуально выделяет эту письменность из ряда других. Это одна из немногих вертикальных письменностей, в которой строки записываются слева направо. Обычно считается, что в этой области уйгуры или их предшественники согдийцы подверглись влиянию китайской иероглифики, хотя турфанские находки свидетельствуют о том, что в регионе было много экспериментов с основой и направлением письма.
В 1587 учёный Аюши-гуши с целью публикации значительного количества переводов книг буддийского канона заново систематизировал и незначительно видоизменил старомонгольское письмо, а также ввёл ряд символов для облегчения транскрипции санскрита, тибетского и китайского языков. Новые символы получили название али-гали.
Исторически использовалась, помимо государственных образований на территории собственно Монголии и Внутренней Монголии, как одна из государственных письменностей в китайских империях Юань и Цин, как единственная письменность до перехода на тувинский язык и кириллицу в независимой Туве, и наряду с тодо-бичиг в государственных образованиях ойратов и калмыков (Джунгарское ханство, Хошутское ханство, Калмыцкое ханство).
В России данная письменность использовалась калмыками и бурятами. Обучение этой письменности с начала XIX века велось в Российской империи для бурятского населения как при буддийских монастырях, так и в учреждённых государством учебных заведениях.

## Современный статус
В настоящее время используется для записи монгольского и эвенкийского языков на территории КНР, во Внутренней Монголии является обязательным к употреблению (все вывески обязательно публикуются и иероглификой, и на старомонгольском письме). На территории Монголии с 1941 года заменено кириллицей.
После распада СССР отдельные общественно-политические группы Монголии пропагандировали идею полного возврата к старомонгольскому письму, но из-за сложности такого перехода идея не была реализована. Тем не менее, с 1990 по 1995 гг. обучение в начальных классах средних школ Монголии проводилось на старомонгольском письме, как и во всех монгольских школах Внутренней Монголии по настоящее время. Старомонгольское письмо вернуло себе официальный статус, но используется ограниченно на эмблемах, печатях государственных учреждений наряду с кириллицей, в эстетико-художественных целях. На банкнотах Монголии все надписи и цифры продублированы на старомонгольском письме. Применяемое на вывесках магазинов, ресторанов и других коммерческих заведений дублирование надписей на старомонгольском письме является личной инициативой владельцев и не носит обязательного характера.
В феврале 2015 года Великим Государственным Хуралом Монголии был принят Закон «О монгольском языке». Данный закон подтвердил официальный статус монгольской кириллицы, установив, что органы государственной власти и местного самоуправления, юридические лица и должностные лица должны вести делопроизводство кириллическим монгольским письмом. Одновременно законом вводится изучение старомонгольского письма в школах, начиная с 6 класса. Законом предусматривается введение требования владения старомонгольским письмом для лиц, состоящих на государственной службе. Предусматривается, что в документах, удостоверяющих личность, а также в актах гражданского состояния, записи монгольской кириллицей будут дублироваться старомонгольским письмом. Также предусмотрено, что законы и государственные акты Монголии, которые переводятся на иностранные языки, обязательно передаются также и старомонгольским письмом. Основные положения закона будут вводиться с 1 января 2025 года.

## Принципы
Направление письма — сверху вниз, столбцы идут слева направо. Многие графемы имеют три варианта начертания в зависимости от положения в слове (начальное, среднее и конечное). В некоторых случаях существуют дополнительные варианты написания (ср. bo c ba или so, ö в обычном написании и в kö), которые употребляются для лучшего сочетания с предыдущим или следующим знаком и придания письму гармонии.
Несмотря на кажущуюся сложность, письмо графически минималистично (буквы состоят из малого количества стандартных элементов, которые по-разному читаются в зависимости от положения в слоге/слове; диакритика не используется по некоторым правилам и на практике), опирается на предположения, что рука пишущего может не отрываться при написании одного слова, и что читатель хорошо владеет монгольским языком.
В алфавите отсутствует возможность различения ряда звуков монгольского языка: как гласных (o/u, ö/ü, а также a/e в конце слов), так и согласных (t/d, k/g, в некоторых случаях ž/y), которые отсутствовали в уйгурском языке, из которого была заимствована письменность. Ряд диакритических знаков по правилам опускается (n не маркируется перед согласными и в конце слов, γ — перед согласными). Похожесть отдельных знаков вызвала даже двойную норму написания и, как следствие, произношения отдельных слов (ср. γanča / γaγča «один, единственный»). В то же время законы гармонии гласных и последовательности слогов в монгольском языке в большинстве случаев исключают неоднозначность прочтения.
| Символ    | Символ      | Символ   |          | Транслитерация | Транслитерация      | Примечания |
| начальный | средний     | конечный | латиница | кириллица      |                     | Примечания |
| --------- | ----------- | -------- | -------- | -------------- | ------------------- | --- |
|           |             |          |          | a              | А                   | Звук обычно обусловлен гармонией гласных (см. также q/γ и k/g) |
|           | e           | Э        |          |                |                     | Звук обычно обусловлен гармонией гласных (см. также q/γ и k/g) |
|           |             |          |          | i, yi          | И, Й, Ы, Ь          | В современном монгольском в конце слова обычно переходит в смягчение предыдущего согласного                                                                                                |
|           |             |          |          | o, u           | О, У                | Чтение различается в зависимости от контекста. |
|           |             |          |          | ö, ü           | Ө, Ү                | Чтение различается в зависимости от контекста. |
|           | [ 8 ] [ 9 ] |          |          | n              | Н                   | Отличается от срединного и конечного a/e положением в слоге. |
|           |             |          |          | ng             | Н, НГ               | Только в конце слова (средний вариант употребляется в словосочетаниях). Для транскрипции тибетского и санскритского ङ.                                                                     |
|           |             |          |          | b              | Б, В                | |
|           |             |          |          | p              | П                   | Только в начале монгольских слов. Транскрипция тибетского པ; |
|           |             |          |          | q              | Х                   | Только с задними гласными |
|           |             |          |          | ɣ              | Г                   | Только с задними гласными. Сочетание «гласный-γ-гласный» произносится как один долгий гласный. Конечный вариант употребляется, только когда за ним следует a, пишущаяся отдельно от слова. |
|           |             |          |          | k              | Х                   | Только с передними гласными. В конце слов только g, а не k. Сочетание «гласный-g-гласный» произносится как один долгий гласный.                                                            |
|           | g           | Г        |          |                |                     | Только с передними гласными. В конце слов только g, а не k. Сочетание «гласный-g-гласный» произносится как один долгий гласный.                                                            |
|           |             |          |          | m              | М                   | |
|           |             |          |          | l              | Л                   | |
|           |             |          |          | s              | С                   | |
|           |             |          |          | š              | Ш                   | Произношение этого знака не изменилось. |
|           |             |          |          | t, d           | Т, Д                | Чтение различается в зависимости от контекста. |
|           |             |          |          | č              | Ч, Ц                | Первоначально /tʃ'/ и /ts'/ не различались, сейчас в зависимости от контекста. |
|           |             |          |          | ǰ              | Ж, З                | Чтение различается в зависимости от контекста. Первоначально часто взаимозаменялось с y.                                                                                                   |
|           |             |          |          | y              | *-Й, Е*, Ё*, Ю*, Я* | употребляется в написании дифтонгов, несмотря на то, что по сути является согласным. |
|           |             |          |          | r              | Р                   | В начале слова только в заимствованиях. |
|           |             |          |          | v              | В                   | Для транскрипции санскритского व. |
|           |             |          |          | f              | Ф                   | Только в заимствованиях из китайского или европейских языков. |
|           |             |          |          | ḳ              | К                   | Для транскрипции европейского К. |
|           |             |          |          | (c)            | (ц)                 | Для транскрипции тибетского /ts'/ ཚ и санскритского छ. |
|           |             |          |          | (z)            | (з)                 | Для транскрипции тибетского /dz/ ཛ и санскритского ज. |
|           |             |          |          | (h)            | (г, х)              | Для транскрипции тибетского /h/ ཧ, ྷ и санскритского ह. |

## Примеры
| Исторический шрифт | Современный печатный шрифт | Буквы первого слова |
|                    |                            | \| \| \| \| \| v \| \| \| i \| \| \| k \| \| \| i \| \| \| p \| \| \| e \| \| \| d \| \| \| i \| \| \| y \| \| \| a \| |
|                    |                            | |
|                    | v                          | |
|                    | i                          | |
|                    | k                          | |
|                    | i                          | |
|                    | p                          | |
|                    | e                          | |
|                    | d                          | |
|                    | i                          | |
|                    | y                          | |
|                    | a                          | |

- Кириллица: Википедиа Чөлөөт Нэвтэрхий Толь Бичиг Болой.
- Транскрипция: Wikĭpedĭ čölö:t newterxī tolĭ bičĭg boloĭ.
- Перевод: Википедия — свободная энциклопедия.
- Текст:

ᠸᠢᠺᠢᠫᠡᠳᠢᠶᠠ᠂

ᠴᠢᠯᠦᠭᠡᠲᠦ ᠨᠡᠪᠲᠡᠷᠬᠡᠢ ᠲᠤᠯᠢ ᠪᠢᠴᠢᠭ᠌ ᠪᠤᠯᠠᠢ᠃

## Производные

### Тодо-бичиг
Вариант, созданный в 1648 году буддистским монахом Зая-Пандитой Ойратским для сближения письменного языка и современного ему произношения, а также для облегчения транскрипции тибетского языка и санскрита. До 1924 года использовался калмыками в России, после чего был замещён кириллицей. В настоящее время письменность используется ойратами, проживающими в Синьцзяне (КНР).

### Маньчжурское письмо
В связи с увеличением своего политического значения маньчжуры, занимавшие северо-запад современного Китая, в 1599 году по инициативе основателя маньчжурской империи Цин, Нурхаци, адаптировали старомонгольскую письменность для письма на маньчжурском языке. Однако сохранившийся на данном этапе графический минимализм, из которого следовала неоднозначность чтений букв, оказался неудобен для фонетики маньчжурского языка и китайских заимствований. В 1632 году маньчжурское письмо было усовершенствовано добавлением диакритических знаков («точки и кружки»).

### Вагиндра
Разновидность, разработанная в 1905 году бурятским монахом Агваном Доржиевым (1850—1938). Его задачей было устранение неоднозначностей в орфографии и возможность записи наряду с монгольским русского языка. Была устранена вариативность формы символов в зависимости от положения — все знаки основывались на среднем варианте старомонгольского письма. Этим письмом было написано менее дюжины книг.

### Галиг
Дополнительные буквы для транслитерации санскритских и тибетских мантр.

## Старомонгольское письмо в Юникоде
Диапазон Юникода U+1800 — U+18AF.
Включает буквы, цифры и знаки пунктуации для старомонгольского письма, тодо-бичиг, сибинского и маньчжурского письма, а также дополнительные знаки для транскрипции санскрита и тибетского языка.
| Старомонгольское письмо[1][2] Официальная таблица символов Консорциума Юникода (PDF)                       |   |   |   |   |   |   |   |   |   |   |   |       |       |       |     |       |
| | 0 | 1 | 2 | 3 | 4 | 5 | 6 | 7 | 8 | 9 | A | B     | C     | D     | E   | F     |
| U+180x | ᠀ | ᠁ | ᠂ | ᠃ | ᠄ | ᠅ | ᠆ | ᠇ | ᠈ | ᠉ | ᠊ | FVS 1 | FVS 2 | FVS 3 | MVS | FVS 4 |
| U+181x | ᠐ | ᠑ | ᠒ | ᠓ | ᠔ | ᠕ | ᠖ | ᠗ | ᠘ | ᠙ |   |       |       |       |     |       |
| U+182x | ᠠ | ᠡ | ᠢ | ᠣ | ᠤ | ᠥ | ᠦ | ᠧ | ᠨ | ᠩ | ᠪ | ᠫ     | ᠬ     | ᠭ     | ᠮ   | ᠯ     |
| U+183x | ᠰ | ᠱ | ᠲ | ᠳ | ᠴ | ᠵ | ᠶ | ᠷ | ᠸ | ᠹ | ᠺ | ᠻ     | ᠼ     | ᠽ     | ᠾ   | ᠿ     |
| U+184x | ᡀ | ᡁ | ᡂ | ᡃ | ᡄ | ᡅ | ᡆ | ᡇ | ᡈ | ᡉ | ᡊ | ᡋ     | ᡌ     | ᡍ     | ᡎ   | ᡏ     |
| U+185x | ᡐ | ᡑ | ᡒ | ᡓ | ᡔ | ᡕ | ᡖ | ᡗ | ᡘ | ᡙ | ᡚ | ᡛ     | ᡜ     | ᡝ     | ᡞ   | ᡟ     |
| U+186x | ᡠ | ᡡ | ᡢ | ᡣ | ᡤ | ᡥ | ᡦ | ᡧ | ᡨ | ᡩ | ᡪ | ᡫ     | ᡬ     | ᡭ     | ᡮ   | ᡯ     |
| U+187x | ᡰ | ᡱ | ᡲ | ᡳ | ᡴ | ᡵ | ᡶ | ᡷ | ᡸ |   |   |       |       |       |     |       |
| U+188x | ᢀ | ᢁ | ᢂ | ᢃ | ᢄ | ᢅ  | ᢆ  | ᢇ | ᢈ | ᢉ | ᢊ | ᢋ     | ᢌ     | ᢍ     | ᢎ   | ᢏ     |
| U+189x | ᢐ | ᢑ | ᢒ | ᢓ | ᢔ | ᢕ | ᢖ | ᢗ | ᢘ | ᢙ | ᢚ | ᢛ     | ᢜ     | ᢝ     | ᢞ   | ᢟ     |
| U+18Ax | ᢠ | ᢡ | ᢢ | ᢣ | ᢤ | ᢥ | ᢦ | ᢧ | ᢨ | ᢩ  | ᢪ |       |       |       |     |       |
| Примечания 1.^ По состоянию на версию 15.0. 2.^ Серые клетки обозначают зарезервированные кодовые позиции. |   |   |   |   |   |   |   |   |   |   |   |       |       |       |     |       |